# Opal City
Opal City è una città immaginaria nell'Universo DC. Creata da James Robinson e Tony Harris, Opal City comparve per la prima volta in Starman vol. 2 n. 0 (ottobre 1994). "Opal" fu stabilita come casa di molti personaggi DC, più in particolare i personaggi che operarono sotto il nome di Starman. La stessa città fu menzionata per la prima volta in Action Comics n. 251, nell'aprile 1959 come nome di una barca, la S.S. Opal City che Superman salvò da un gruppo di pirati moderni. Si può presumere che il nome della città sia stato inventato da Robinson, dovuto alla sua vasta conoscenza dei fumetti della Golden e Silver Age.

## Ubicazione
Numeri recenti della corrente serie di Justice League of America, più specificatamente la storia "Crisis of Coscience", stabilì esplicitamente Opal City nel Maryland, dovuto alle opinioni di Robisonson sul soggetto in varie interviste con i fan. Altri, eroi non correlati a Starman, che elessero Opal City a propria casa, sono il secondo Black Condor e Phantom Lady, come menzionato in Teen Titans vol. 3 n. 20, così come anche Elongated Man.

## Storia e aspetto visivo
Opal è particolarmente nota per molti aspetti descritti nella seconda serie di Starman. L'insediamento originale, "Port o' Souls", fu stabilito dai coloni puritani agli inizi del Settecento. Nel 1884, la città elesse Brian Savage detto Scalphunter come sceriffo; questi venne ucciso nel dicembre 1899 e il suo posto fu preso da Carny O'Dare. Lo spirito di Scalphunter si reincarnò successivamente in Matt O'Dare, e più tardi in Star Boy.
La moderna Opal City ebbe la sua più grande espansione negli anni 1910 e '30, come prova dei suoi palazzi in arte Deco. Un dettaglio interessante è che la città, era pesantemente colorata di vernice scura, dovuto primariamente alle attività di un culto profano che si autodefiniva Tuesday Club, che comprendeva i cittadini più ricchi ed influenti di Opal, dal suo inizio come Port o' Souls nell'era Elisabettiana finché Savage non assassinò quasi l'intero culto alla fine della notte del 1899. Savage fu ucciso dall'ultimo membro restante, ma quest'uomo fu a sua volta assassinato dall'assistente di Savage, Carny O'Dare. Poco dopo la fondazione di Port o' Souls venne la maledizione del Pirata Nero, resuscitando tutte le anime che morirono in Opal al piano terrestre. L'uomo di punta di tutto questo fu Hawksmoor St. John, l'architetto che pianificò la grande espansione di Opal, e fervente satanista, che battezzò molti edifici con il sangue così che le linee disegnate tra di essi formassero una perfetta stella a cinque punte. Durante gli anni della seconda guerra mondiale, un gruppo di nazisti occultisti pianificarono di annegare Opal in una dimensione vuota, ma il rituale fu in parte fermato da Etrigan e dallo Starman di allora, Theodore Knight. Tuttavia, ne conseguì un'aria tremendamente saturata di potere magico, che il criminale Simon Culp, cercò di utilizzare in congiunzione con i suoi poteri per creare un'impenetrabile cupola di materia ombrosa su tutta la città, bloccando all'esterno tutte le interferenze. Permise così il completamento del rituale nazista, e di distruggere ciò che il suo arci nemico Richard Swift, L'Ombra, amava di più. Tuttavia, Culp fu sconfitto e le anime furono liberate dalla maledizione del Pirata.
Fu nel 1939 che il primo Starman,Ted Knight cominciò la sua carriera di supereroe. La stessa Opal ad un certo punto della sua storia soffrì danni davvero pesanti, prima con l'esplosione che distrusse numerosi magazzini, grazie all'Infernale Doctor Pip, e successivamente, sempre a causa dello stesso uomo, la minaccia delle bombe da demolizione progettate per distruggere una parte maggiore della città durante il tentativo di Culp di impossessarsene. In più, il palazzo del Governo/Ufficio Postale fu spazzato via dalle sue fondamenta e portato nello spazio da Ted Knight, per proteggere la città da una bomba nucleare piazzata in profondità da The Mist. La bomba esplose al sicuro nello spazio e poté così cominciare la ricostruzione di Opal City.

## Nomi di strade
Robinson utilizzò i nomi di alcune persone famose come nomi di posti all'interno di Opal City, fra cui:
- Jack Burnley - il primo illustratore che portò lo Starman originale sulle pagine di Adventure Comics (Starman Secret Files and Origins n. 1)
- Eero Saarinen - noto architetto Finlandese-Americano (Starman Secret Files and Origins n. 1)

## Descrizione culturale di Opal
James Robinson diede ad Opal - tra le altre cose - una sua squadra professionale di hockey, i Corsari di Opal City in Starman (vol. 2) n. 14.

## Altri media
- Opal è stato menzionato in Arrow, episodio Broken Arrow.
- Opal è stato menzionato in Supergirl.
- Opal è stato menzionato in The Flash, quando Jesse Wells prende un autobus per andare a Opal City.